# زنان در پرتغال
زنان در پرتغال طبق قانون اساسی پرتغال در سال ۱۹۷۶ برابری قانونی کامل با مردان پرتغالی دریافت کردند که به نوبه خود ناشی از انقلاب میخک بود. زنان برای اولین بار در پرتغال در سال ۱۹۳۱ تحت استادو نوو سالازار به آنها اجازه رای دادند، اما نه در شرایط برابر با مردان. حق رای زنان بعداً از این دوره دو بار گسترش یافت. اولین بار در سال ۱۹۴۶ و بار دوم در سال ۱۹۶۸ در زمان مارسلو کائتانو، قانون ۲۱۳۷ برابری زن و مرد را برای اهداف انتخاباتی اعلام کرد.

## تاریخ اولیه
هنجارهای اجتماعی و مذهبی مؤثر بر ادراک رفتار زنان به طبقه اجتماعی زنان بستگی داشت، نه تنها از نظر انتظاراتی که جامعه از آنها داشت، بلکه به دلیل استقلال و توانایی آنها در انتخاب، حمایت‌های قانونی و امتیاز حیثیتی در نظر گرفته شده بود و دسترسی به آموزش برای همه زنان در دسترس نبود. نابرابری در جامعه نه تنها بین زن و مرد، بلکه در بین زنان با موقعیت اجتماعی و اقتصادی متفاوت بود. این موضوعات تنها در اوایل دهه ۱۷۰۰ جای خود را در گفتمان اجتماعی پیدا کردند و شواهد کمی وجود دارد که بحث در مورد زنان نقش مهمی در آگاهی عمومی قبل از قرن ۱۸ داشت.

## اولین جمهوری پرتغال
جنبش زنان با Conselho Nacional das Mulheres Portuguesas آغاز شد که در سال ۱۹۱۴ در طول اولین جمهوری پرتغال تأسیس شد.
قانون انتخاباتی جمهوری پرتغال حق رای را برای «شهروندان پرتغالی بالای ۲۱ سال که قادر به خواندن و نوشتن و سرپرست خانواده هستند» بدون تعیین جنسیت اعلام کرد. کارولینا بئاتریز آنجلو از ابهام قانون استفاده کرد و از آن برای اعمال رأی بهره برد. او سرپرست خانواده‌اش با یک فرزند بود و خواندن و نوشتن می‌دانست، بنابراین اولین زنی بود که در پرتغال رای داد. رژیم جمهوری‌خواه نمی‌خواست زنان رای دهند و به سرعت قانون را تغییر داد. در سال ۱۹۱۳، قوانین به گونه ای تغییر یافت که جنسیت را شامل می‌شود و به‌طور خاص حق رای را از زنان سلب می‌کند. قانون انتخاباتی آفونسو کاستا در سال ۱۹۱۳، شکافی را که به کارولینا بئاتریز آنجلو اجازه رأی دادن در سال ۱۹۱۱ داده بود، پر کرد. زنان پرتغالی تا سال ۱۹۳۱ منتظر مانند، زمانی که در زمان سالازار در پرتغال حق رای به زنان داده شد، مشروط بر اینکه تحصیلات متوسطه را به پایان رسانده باشند.

## رژیم استادو نوو (۱۹۳۳–۱۹۷۴)
در طول حکومت استادو نوو، یک رژیم سیاسی استبدادی که از سال ۱۹۳۳ تا ۱۹۷۴ در پرتغال برقرار بود، حقوق زنان همچنان محدود بود. در همه‌پرسی قانون اساسی پرتغال در سال ۱۹۳۳ به زنان برای اولین بار در پرتغال اجازه رای دادند. حق رای زنان در طول جمهوری اول، علیرغم ادعاهای فمینیستی، به دست نیامده بود - با این حال، تحصیلات متوسطه برای حق رای آنها لازم بود، در حالی که مردان فقط باید خواندن و نوشتن داشته باشند.
حق رای زنان بعداً در این دوره دو بار گسترش یافت. اولین بار در سال ۱۹۴۶ و بار دوم در سال ۱۹۶۸ در زمان مارسلو کائتانو، قانون ۲۱۳۷ برابری زن و مرد را برای اهداف انتخاباتی اعلام شد. قانون انتخابات ۱۹۶۸ هیچ تمایزی بین زن و مرد قائل نشد، اگرچه قاعده کلی برای خواندن به محدودیت‌های سیستمی برای زنان برای رای دادن تا سال ۱۹۷۶ منجر شد.
همچنین در این دوره بود که ماریا ترزا کارکومو لوبو، سیاستمدار و حقوقدان، اولین زنی بود که در پرتغال منصب خود را بر عهده گرفت. او همچنین معاون مجمع ملی جمهوری اول پرتغال در دوره یازدهم قانونگذاری بود.